# Jean Bricmont

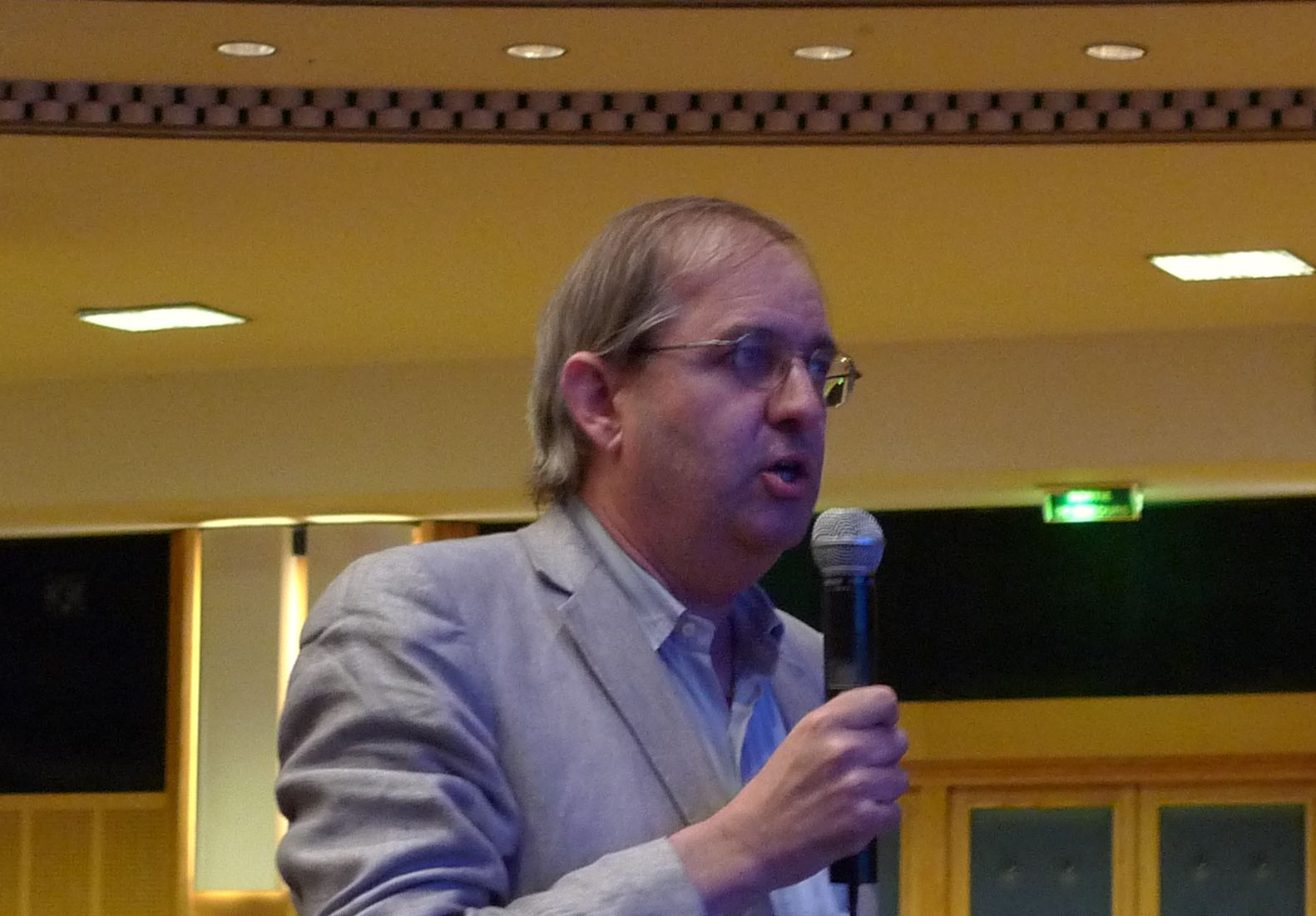
Jean Bricmont, Paris 2010

Jean Bricmont (* 12. April 1952 in Uccle) ist ein belgischer mathematischer Physiker, Hochschullehrer und politischer Publizist. Er ist Professor für theoretische Physik an der Katholischen Universität Löwen.

## Leben
Bricmont erhielt 1973 sein Diplom in Mathematik an der Katholischen Universität Löwen und wurde dort 1976 bei Jean-Pierre Antoine promoviert (Les inégalités de corrélation et leurs applications aux systèmes de spins classique). Danach forschte er an der Rutgers University und lehrte 1979 bis 1981 als Assistant Professor an der Princeton University. Er ist Professor für theoretische Physik an der Katholischen Universität Löwen. Dort war er ab 1981 als Assistent, ab 1989 als Assistenzprofessor und ab 1999 mit einer vollen Professur tätig.
1981 bis 1984 war er auch in Teilzeit Professor an der Freien Universität Brüssel. 2007/08 war er Gastprofessor an der Universität Paris-Dauphine, 1986/87 Gastprofessor an der Rutgers University und 1987 Lecturer an der Princeton University.
Er befasste sich vor allem mit mathematischer statistischer Mechanik, insbesondere mit der Anwendung von Renormierungsgruppenmethoden in Wahrscheinlichkeitstheorie, statistischer Mechanik, nichtlinearen partiellen Differentialgleichungen und dynamischen Systemen, häufig in Zusammenarbeit mit Antti Kupiainen.
Im Rahmen der Sokal-Affäre veröffentlichte Bricmont gemeinsam mit Alan Sokal 1997 das Buch Impostures Intellectuelles (englisch Fashionable Nonsense). Außerdem tritt er als politischer Publizist mit antiimperialistischer Ausrichtung auf, der u. a. mit Noam Chomsky zusammenarbeitete und diesen auch 2001 in der französischen Presse (Le Monde Diplomatique) verteidigte, als sein Eintreten für die Redefreiheit des Holocaust-Leugners Robert Faurisson heftig kritisiert wurde. Eine ähnliche Haltung nimmt auch Bricmont ein, der sich außerdem gegen ein von der französischen Nationalversammlung verabschiedetes (aber bisher nicht ratifiziertes) Gesetz (Loi Gayssot) wandte, das Leugnen von Genoziden unter Strafe stellt (siehe Negationismus).
Bricmont schrieb u. a. Vorworte zu französischen Ausgaben von Büchern von Chomsky, Norman Finkelstein und Diana Johnstone. In seinem Vorwort für Gilad Atzmons Buch Der wandernde – Wer? verteidigte er diesen gegen Antisemitismusvorwürfe und schrieb, dass solche Vorwürfe und vor allem die „unglaubliche Arroganz der israelischen Politik“ für den ansteigenden Antisemitismus verantwortlich seien. In seinem Buch Humanitarian Imperialism wirft Bricmont den USA und ihren westlichen Verbündeten vor, unter dem Vorwand der Verteidigung von Menschenrechten imperialistische Ziele zu verfolgen, so ihm zufolge geschehen in Jugoslawien, Afghanistan und Irak. In einem Aufsatz von 2013 sehen Bricmont und Johnstone hinter Forderungen zu einem möglichen Eingreifen der USA in Syrien aus humanitären Gründen vor allem die Repräsentation israelischer Interessen über eine „Israel-Lobby“ in den USA. In einem Artikel von 2006 forderte Bricmont die „De-Zionisierung“ des amerikanischen Geistes und beschreibt die „langsame zionistische Invasion“ in ihm zufolge arabisches Land mit dem Ziel der Gründung Israels als den entscheidenden und verständlichen Grund dafür, dass Israel gehasst werde. Bricmont ist Unterstützer eines akademischen und kulturellen Boykott Israels.
2004 wurde er ordentliches Mitglied der Königlichen Belgischen Akademie der Wissenschaften, deren A. Wetrems Preis er 1991 und deren J. Deruyts Preis er 1996 erhielt. 2002 war er Invited Speaker auf dem Internationalen Mathematikerkongress in Peking (Ergodicity and mixing of stochastic partial differential equations). 2001 bis 2006 war er Präsident der Association française pour l'information scientifique (AFIS), einer 1968 gegründeten französischen Gesellschaft gegen Pseudowissenschaften. Seit 2013 ist er auswärtiges Mitglied der Finnischen Akademie der Wissenschaften.
1985 bis 1987 und 1991 bis 1993 war er im Herausgebergremium des Journal of Statistical Physics.

## Schriften
- Impérialisme humanitaire. Droits de l’homme, droit d’ingérence, droit du plus fort ?, éditions Aden 2005, 2. Auflage 2009 (englisch: Humanitarian Imperialism: Using Human Rights to Sell War, Monthly Review Press 2007, übersetzt von Diana Johnstone)
- mit Alan Sokal: Eleganter Unsinn. Wie die Denker der Postmoderne die Wissenschaften mißbrauchen. C.H. Beck, München 1999, ISBN 3-406-45274-4 (französisch: Impostures intellectuelles. Paris 1997. Übersetzt von Johannes Schwab und Dietmar Zimmer).
  - Fashionable Nonsense. Postmodern Intellectuals′ Abuse of Science. Picador, New York 1998, ISBN 0-312-19545-1 (englisch).
- mit Régis Debray: À l'ombre des lumières: Débat entre un philosophe et un scientifique, Odile Jacob, Collection Sciences, 2003.
- mit Julie Franck: Chomsky, les cahier de l'Herne, 2007
- mit Hervé Zwirn: Philosophie de la mécanique quantique, Vuibert, 2009
- mit Noam Chomsky: Raison contre pouvoir. Le pari de Pascal, L'Herne, Carnets, 2010.